# Chili's
Chili's Grill & Bar es una cadena de restaurantes con más de 1600 sucursales, situadas la mayoría en los Estados Unidos. Fue fundada por Larry Lavine y actualmente es propiedad y está gestionada por Brinker International, quien también posee los restaurantes, On the Border Mexican Grill & Cantina, Maggiano's Little Italy y Romano's Macaroni Grill.

## Historia
El primer local de Chili's, una estación de correos reconvertida en Greenville Avenue, en la zona de Vickery Meadows de Dallas, Texas, abrió en 1975. El Chili's original de Greenville Avenue se trasladó a un nuevo edificio en el mismo lugar en 1981; volvió a trasladarse en 2007.
El concepto de Lavine consistía en crear un restaurante informal de servicio completo con un menú que incluyera diferentes tipos de hamburguesas ofrecidas a un precio asequible. La marca creció y, a principios de los 80, había 28 locales Chili's en la región, todos con una decoración similar a la del Southwest.
En 1983, Lavine vendió la marca al ejecutivo de restaurantes Norman E. Brinker, antiguo miembro del grupo de restaurantes Pillsbury, propietario de Bennigan's.
| Chilis en Santa Clara, California | Chilis en Dalas    |
| Chilis en New York                | Chilis en Rockwell |

## Ubicaciones
| Asia          | Europa                                                 | Medio Oriente          | Norte América / Caribe | Central / Sur América | África    |  |
| ------------- | ------------------------------------------------------ | ---------------------- | ---------------------- | --------------------- | --------- |  |
| China         | Alemania, pero sólo en bases militares estadounidenses | Bahréin                | Canadá                 | Brasil                | Egipto    |  |
| India         | Reino Unido (todos los restaurantes cerrados)          | Kuwait                 | República Dominicana   | Chile                 | Marruecos |  |
| Indonesia     |                                                        | Líbano                 | México                 | Colombia              | Túnez     |  |
| Japón         |                                                        | Omán                   | Estados Unidos         | Costa Rica            |           |  |
| Malasia       |                                                        | Qatar                  | Puerto Rico            | Ecuador               |           |  |
| Filipinas     |                                                        | Arabia Saudí           |                        | El Salvador           |           |  |
| Corea del Sur |                                                        | Emiratos Árabes Unidos |                        | Honduras              |           |  |
| Sri Lanka     |                                                        |                        |                        | Panama                |           |  |
| Taiwan        |                                                        |                        |                        | Peru                  |           |  |
| Pakistán      |                                                        |                        |                        | Guatemala             |           |  |
| Guam          |                                                        |                        |                        |                       |           |  |

En 2015, tenían 1.580 establecimientos en todo el mundo, de los cuales 839 eran propiedad de la empresa y 741 eran franquicias.

### México
Chili's junto con sus socios mexicanos, Grupo CMR y Alsea, tienen más de 150 sucursales por todo el país y se prevé que siga en expansión.
Chilì's ha conservado el concepto de restaurante antiguo mezclado con el concepto moderno, con todas las tecnologías de la información, pantallas gigantes, Internet, concepto de facturas electrónicas, etc.

### Perú
Como parte de su plan de expansión a nivel internacional, Chili's inauguró su primer local en 1997 en el centro comercial Jockey Plaza de Lima y posteriormente se abrieron varios restaurantes en el país bajo el sistema de franquicia. Desde el año 2023 existen 32 restaurantes en Perú  en, la mayoría en la ciudad de Lima. El 17 de enero de 2014 se abrió el decimoctavo Chili's en Perú; en la ciudad del Cuzco, entre el 2013 y el 2014 se abrieron más Chili's en distintas ciudades peruanas como Chiclayo, Trujillo, Piura y Arequipa.

### El Salvador
En enero de 2011 se apertura Chili's en el centro comercial La Gran Vía, como parte de su plan de expansión a nivel internacional.

### Honduras
En diciembre de 2007 se apertura Chili's en Tegucigalpa en Próceres operados por Grupo INTUR, quien ostenta la franquicia de esta marca en el país, como parte de su plan de expansión a nivel internacional. poco después se apertura un nuevo restaurante en Tegucigalpa en Juan Pablo II, el 21 de diciembre de 2011 se certifica al Chili´s Juan Pablo II como Restaurante Entrenador, en el cual personal de Gerencia de todos los Restaurantes Chili’s en Centroamérica y Sudamérica podrá ser entrenado. En julio de 2012 se apertura el tercer restaurante de la franquicia en San Pedro Sula.

### Costa Rica
Actualmente está presente en este país con 5 puntos. El primero en abrir fue Multiplaza Escazu en 2012, seguido el mismo año por el de Plaza Lincoln. En 2013 abrió otro local en Multiplaza Curridabat, en 2015 en Paseo de las Flores y recientemente en diciembre del 2021 abrió su quinta sucursal en Cartago.

### Ecuador
Abre sus puertas en 2007 en la ciudad de Guayaquil en la cadena de Malls de Corporación El Rosado. dos años más tarde inauguró, el 30 de marzo de 2009, en la vía a Samborondón, en el remodelado «Riocentro Entre Ríos», propiedad del mismo grupo. Tres semanas después abrió otro local en Quito. El 15 de noviembre de 2011 se inauguró el sexto local en el país: en el centro comercial «Paseo Shopping Riobamba». En la actualidad existen 11 locales, 6 en Guayaquil, 2 en Quito, Ambato, Riobamba, y Machala.

### Guatemala
En Guatemala también se encuentran una variedad de sucursales, podemos decir que la mayoría está ubicada en Centros Comerciales como, Miraflores, Zona viva y en el Condado El Naranjo.

### Chile
Actualmente Chili's cuenta con 5 restaurantes en la ciudad de Santiago, ubicados en diferentes centros comerciales como Parque Arauco, Mall Plaza Los Dominicos, Alto Las Condes, Mall Costanera Center y Mall Arauco Maipú.